# Roger de Moulins
Pour les articles homonymes, voir Moulins.
Roger de Moulins ou Roger de Molins ou Molen est le 8e supérieur de L'Hospital de l'ordre de Saint-Jean de Jérusalem (appelé aussi ordre des Hospitaliers) entre janvier et octobre 1177 à sa mort en 1187, il succéda à Joubert de Syrie.

## Biographie
Il était absolument inconnu avant son élévation à la suprême magistrature de l'Ordre. P. A. Paoli en fait un chevalier normand originaire de Moulins mais sans apporter de preuves qui tiennent.
Ses premiers soins, après son installation en Terre sainte, furent d'exhorter le régent et les principaux seigneurs du royaume à continuer avec vigueur la guerre contre Saladin. Le 25 novembre 1177, il participe à la bataille de Montgisard au côté de Baudouin IV, roi de Jérusalem, où ils remportèrent « la plus belle victoire des croisades » face à Saladin.
La jalousie et la concurrence entre les grands pour le gouvernement de l'État, pendant l'infirmité du roi, les intelligences criminelles de quelques seigneurs avec les infidèles ; tout cela ne contribua pas moins aux conquêtes de Saladin, que sa propre valeur et le courage de ses soldats. Comme les querelles qui opposent Bohémond III, prince d'Antioche, au patriarche Aimery de Limoges ou Guy de Lusignan à Raymond III, le comte de Tripoli.
Les Hospitaliers formaient un des éléments militaires les plus solides, mais cela était contraire à l'esprit de l'Ordre les éloignant des œuvres d'hospitalités pour lesquelles ils avaient été créés. Le pape les rappellera à l'observance de la règle de Raymond du Puy entre 1178 et 1180. Une bulle d'Alexandre III leur défend de prendre les armes à moins qu'ils soient attaqués et les engage à ne pas délaisser le soin des pauvres malades.
L'entente avec les Templiers n'était pas au beau fixe. Ils étaient en conflits permanents au sujet de leurs droits et de leurs possessions. Le pape Alexandre III persuada Roger de Moulins de faire une trêve en 1179 avec le maître des Templiers, Eudes de Saint-Amand. Le pape institua un arbitrage : trois frères de chaque ordre sont choisis comme arbitres, ils avaient le droit de s'adjoindre chacun deux autres frères. Si l'arbitrage était insuffisant les frères devaient faire appel à des personnes étrangères aux ordres. S'il y avait toujours persistance d'un désaccord, l'affaire sera soumise en dernier ressort aux deux supérieurs.
Sur un point au moins, les Templiers et les Hospitaliers s'entendent parfaitement : les griefs que l'autorité diocésaine nourrissait contre les privilèges des ordres. Le clergé séculier n'acceptait pas les immunités et privilèges que les deux ordres tenaient du Saint-Siège. Les prélats saisissent, en mars 1179, le concile de Latran qui réforme les abus et défend aux ordres de recevoir de la part des laïques des églises et des dîmes sans accord de l'autorité diocésaine et annule les dons récents moderno tempore. Cette décision, en réformant les abus, laissait intacts les privilèges des ordres,. Vexé, le clergé redouble d'attaques et il fallut deux bulles, 26 août 1180 et 14 août 1182, pour ramener le clergé dans le respect des décisions du concile, ainsi que celui des personnes et des biens des Hospitaliers et prescrivant l’excommunication de quiconque attaquerait à main armée les Hospitaliers et les Templiers.
En 1184, il visita l'Europe avec Arnaud de Toroge, grand maître des Templiers et Héraclius, patriarche latin de Jérusalem afin de plaider, auprès des rois et du pape Lucius III, l'envoi d'une nouvelle croisade pour renforcer les États latins d'Orient qui sont à la merci de la puissance grandissante de Saladin, l'unificateur du monde musulman,. Au cours de ce voyage, il établit l'ordre des Hospitaliers en Angleterre, en France et en Allemagne. Et durant son retour de voyage en 1185, il aida le royaume de Sicile à attaquer la Thessalonique. En son temps, le grand maître des Hospitaliers devint plus impliqué dans la politique du royaume de Jérusalem.
Au décès de jeune roi Baudouin V à Acre, survenu peu après celui de Baudouin IV en 1185, Roger de Moulins s'opposa à Renaud de Châtillon et Guy de Lusignan et refusa d'ailleurs de rendre sa clé à la trésorerie royale contenant les insignes royaux quand Guy de Lusignan fut couronné roi de Jérusalem en 1186,.

## La bataille de la Fontaine du Cresson
À la fin de 1186, Renaud de Châtillon , au mépris de la trêve avec Saladin, avait capturé une caravane qui allait du Caire à Damas avec la sœur de l'émir. Les barons, rassemblés à Jérusalem par Guy de Lusignan, le 27 mars 1187, avaient exigé qu'avant toute chose une réconciliation intervienne entre Lusignan et Raymond III de Tripoli. Les supérieurs des Templiers et des Hospitaliers, Josse, archevêque de Tyr, Balian d'Ibelin, seigneur de Naplouse, et Renaud Granier, seigneur de Sidon, furent désignés pour négocier avec le comte de Tripoli à Tibériade quand ils durent faire face à des troupes musulmanes. Victime de l'orgueil insensé de Gérard de Ridefort, maître des Templiers, Roger de Moulins prit part à la bataille de La Fontaine du Cresson contre Saladin près de Nazareth, le 1er mai 1187, où il fut tué par une blessure de lance. Le sénéchal Urs d'Alneto, le maréchal Robert Fraisnel ou encore Jacques de Mailly et 60 chevaliers sont tués à leurs côtés, Gérard de Ridefort avec deux chevaliers templiers et cinq frères de l’Hôpital échappèrent à la mort.
Guillaume Borrel, grand commandeur de l'Ordre depuis le 1er février 1186, assure l'intérim, il nomme alors le prieur de Saint-Gilles, Hermangard d'Asp, grand précepteur. Il meurt à son tour lors de la bataille de Hattin. Garnier de Naplouse, fidèle serviteur et ami de Roger de Moulins fut pressenti pour être son héritier en 1187 et, en raison des responsabilités dans l'Ordre, c'est Hermangard d'Asp qui sera élu en 1188. Garnier de Naplouse sera finalement élu en 1190.

## Les statuts de l'Ordre
Le 14 mars 1182, les nouveaux statuts de l'ordre des Hospitaliers sous la maîtrise de Roger des Moulins marquent sur plusieurs points un tournant essentiel pour l'ordre.
Si, dans le domaine spirituel, dès le 21 octobre 1154, une catégorie de frères prêtres ou chapelains est établie, accordée par le pape Anastase IV ; pour le domaine hospitalier et militaire, il faut attendre ces statuts pour voir apparaître dans le personnel soignant de l'Ordre, des médecins et des chirurgiens et dans le champ militaire, des frères d'armes (notés pour la première fois dans un texte, même s'ils existaient déjà dans les faits) : « C'est à cette date donc que l'ordre est devenu, en droit, un ordre religieux-militaire. »
Précision est faite qu'à la mort d'un frère, une messe y sera dédiée en plus de la messe quotidienne et que « les biers des frères, et soient couvert d'un drap rouge au croiz blanche ».
Ce sont les seuls statuts à mentionner la charité dans un texte normatif. Trois articles en font référence, tous portés sur l'accueil et le soin des malades :
- Accueillir à table chaque jour trente pauvres.
- Faire l'aumône à tous ceux qui se présentent à la porte de l'établissement trois jours par semaine.
- Laver les pieds de treize pauvres le samedi de Carême, et leur fournir des vêtements et des souliers neufs."

De Moulins est à l'origine de la bulle fulminée le 22 août 1185, Quanto per gratiam Dei, c'est celle-ci qui fit officiellement l'Ordre comme un ordre caritatif. Ce sont ceux qui donnent le plus de renseignements sur les soins. Que ce soit sur le recrutement à temps complet (à l'hôpital ou au champ de bataille) et liés par serment des quatre médecins et des quatre chirurgiens employés par l'Ordre, « à cause de la carence scientifique et pratique des frères ». Que sur les prescriptions sur la nutrition (de la viande à la boisson tout en rappelant les aliments déconseillés) qui repose sur deux principes, à savoir : « une très grande variété d'aliments [...] l'alternance ».
Seuls textes normatifs (en excluant le témoignage de l'anonyme de Munich), qui rendent compte de l'accueil de toutes femmes enceintes dans une salle spécifique, et de l'avenir des enfants abandonnés, que l'hôpital doit alors « ressevoir et faire nourrir ».